# Ottocaro I di Stiria
Ottocaro (... – Roma, 29 marzo 1075) fu un conte bavarese di Chiemgau e margravio di Stiria dal 1056 alla morte. Divenne il primo della dinastia degli Ottocari, una stirpe di margravi e duchi di Stiria che cessò di esistere con la morte di Ottocaro IV nel 1192.

## Biografia
Ottocaro era figlio del conte Ottocaro V († 1020), signore del Chiemgau e balivo (vogt) di Traunkirchen, e della moglie Willibirg (?), figlia del conte Arnoldo II di Wels-Lambach e sorella del vescovo Adalberone di Würzburg. Tra i suoi lontani antenati vi è il conte Aribone di Traungau (Aribonidi) che fu nominato margravio della marcha orientalis dal re carolingio Ludovico III il Giovane nell'871.
Nel 1035 il nonno materno di Ottocaro, Arnoldo II, fu nominato margravio di Stiria al momento della deposizione del duca Adalberone di Carinzia da parte dall'imperatore Corrado II. Ottocaro viene attestato per la prima volta come conte nella parte orientale del Chiemgau dall'anno 1048. Alla morte di Arnoldo II nel 1055, Ottocaro, attraverso sua madre, ereditò le terre allodiali e il titolo margraviale del nonno. Egli visse nel Traungau, nella fortezza di Steyr, castello che diede il nome al margraviato. Dal 1056 Ottocaro è noto come margravio della Marchia Carantana  ("marca della Carantania"), in seguito denominata marca di Stiria (in tedesco Steiermark).
Ottocaro servì anche vogt dei monasteri di Traunkirchen, Lambach, Obermünster a Ratisbona e Persenbeug. Nel 1074 fu co-fondatore dell'abbazia di Admont. Durante la lotta per le investiture, rimase un fedele sostenitore del re Enrico IV. Ottocaro morì a Roma mentre si stava recando in pellegrinaggio in Terra Santa.

## Matrimonio e figli
Ottocaro sposò Willibirg di Eppenstein, forse figlia del duca Adalberone di Carinzia. Essi ebbero
- Adalberone II di Stiria, margravio di Stiria dal 1064 al 1082;
- Ottocaro II di Stiria, margravio dal 1082 al 1122.

Adalberone II succedette a suo padre perseguendo, nel contesto della lotta per le investiture, il sostegno a Enrico IV e per questo entrò in conflitto con suo fratello minore Ottocaro II, il quale era invece alleato di Gregorio VII; Adalberone fu bandito e infine assassinato nel 1082.